# Phoetalia pallida
Phoetalia pallida es una especie de insecto blatodeo de la familia Blaberidae, subfamilia Blaberinae.

## Distribución geográfica
Su distribución es circuntropical.

## Sinónimos
- Nauphoeta pallida Brunner von Wattenwyl, 1865.
- Blatta laevigata Serville, 1838.
- Nauphoeta marginalis Walker, 1868.